# Suni
Suni (Sune in sardo) è un comune italiano di 986 abitanti della provincia di Oristano in Sardegna, nella antica regione della Planargia. Fa parte della diocesi di Alghero-Bosa. Dista 52 km da Alghero e 58 km da Oristano.

## Storia

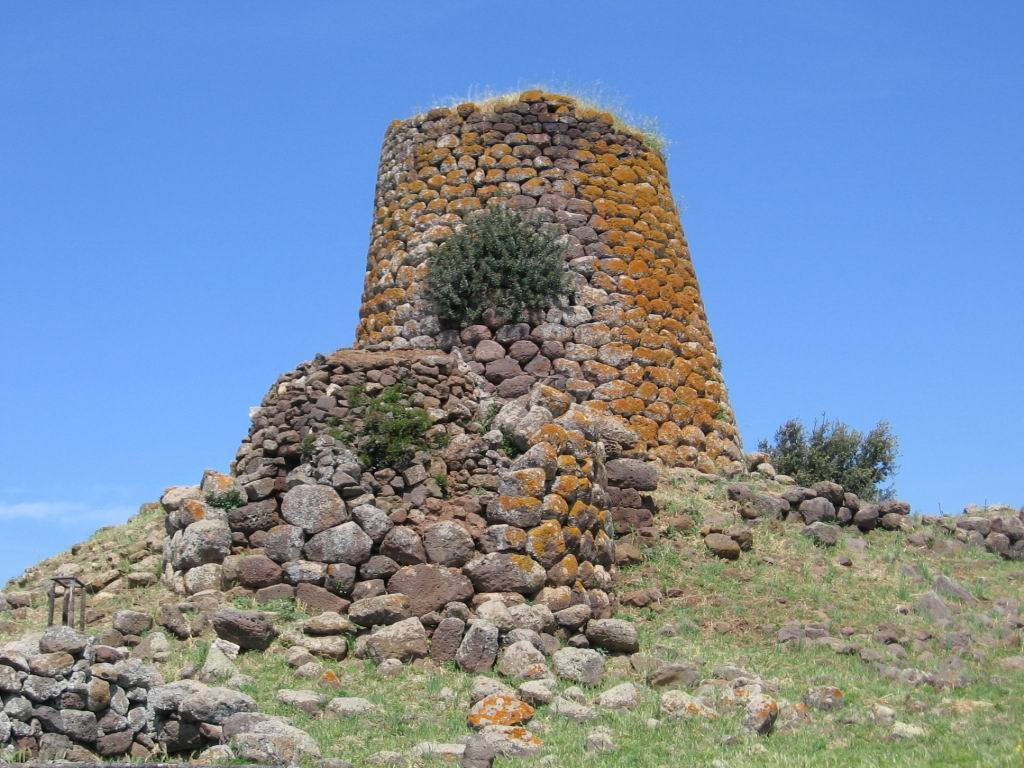
Nuraghe Nuradeo

L'area fu abitata già in epoca prenuragica, nuragica e romana, per la presenza sul territorio di numerose testimonianze archeologiche, tra cui domus de janas, necropoli ipogeiche e nuraghi.
Nel medioevo appartenne al Giudicato di Torres e fece parte della curatoria della Planargia. Alla caduta del giudicato (1259) venne governato dai Malaspina e successivamente (1308) entrò a far parte del Giudicato di Arborea. Intorno al 1420 passò sotto il dominio del Regno di Sardegna aragonese e divenne un feudo, concesso inizialmente alla famiglia Villamarina, per poi essere incorporato nel XVIII secolo dai Savoia insieme a Flussio nel marchesato della Planargia, feudo dei Paliaccio. Fu riscattato agli ultimi feudatari nel 1839 con la soppressione del sistema feudale.
Ai sensi della Legge Regionale n. 10 del 13 ottobre 2003, che ha ridefinito le circoscrizioni delle province sarde, il comune di Suni è passato dalla provincia di Nuoro alla provincia di Oristano.

### Simboli
Lo stemma e il gonfalone del comune di Suni sono stati concessi con decreto del presidente della Repubblica del 20 agosto 1959.
Il gonfalone è un drappo di azzurro.

## Società

### Evoluzione demografica
Abitanti censiti

### Lingue e dialetti
La variante del sardo parlata a Suni è quella logudorese centrale o comune.

## Amministrazione
| Periodo         | Periodo         | Primo cittadino         | Partito                           | Carica  | Note |
| --------------- | --------------- | ----------------------- | --------------------------------- | ------- | ---- |
| 31 maggio 2015  | 26 ottobre 2020 | Angelo Demetrio Cherchi | Lista civica "Un futuro per Suni" | Sindaco |      |
| 26 ottobre 2020 | in carica       | Massimo Falchi          | Lista civica "Siamo Suni"         | Sindaco |      |